# Easy Company
De Easy Company, 2nd Battalion, 506th Parachute Infantry Regiment is een van de bekendste compagnieën in het Amerikaanse leger. De lotgevallen van de Easy Company van het 506th Parachute Infantry Regiment tijdens de Tweede Wereldoorlog worden verhaald in het boek Band of Brothers van Stephen Ambrose en de gelijknamige televisieserie van Steven Spielberg en Tom Hanks.
De Easy Company werd in 1942 opgericht en werd tijdens de landing in Normandië voor het eerst ingezet. Haar eerste echte gevechtshandeling voerde ze uit in de vroege morgen van D-Day. Er moest een Duitse batterij, met vier 105mm kanonnen die op Utah Beach waren gericht, onschadelijk worden gemaakt. Hierna leidde de compagnie de Slag om Carentan, nam deel aan Operatie Market Garden, hield stand tijdens de slag om Bastenaken, leidde het tegenoffensief tijdens de slag om de Ardennen, vocht mee in de Rijnlandcampagne en nam Hitlers Kehlsteinhaus in.
Het laatstlevende lid van de Company, soldaat Bradford Freeman, overleed op 3 juli 2022 in de leeftijd van 97 jaar.

## Leden

### Officieren
- Kapitein Herbert Sobel (eerste)
- Eerste luitenant Thomas Meehan (tweede) KIA
- Majoor Richard Winters (derde)
- Kapitein Lewis Nixon (vierde)
- Eerste luitenant Frederick T. "Moose" Heyliger (vijfde)
- Eerste luitenant Norman Dike (zesde)
- Kapitein Ronald Speirs (zevende en laatste)

### Lagere officieren
- Eerste luitenant Robert B. "Skin" Brewer
- Eerste luitenant Lynn D. "Buck" Compton
- Sergeant Denver "Bull" Randleman
- Staff sergeant William J. "Wild Bil" Guarnere
- Staff sergeant Joseph "Joe" Toye
- Staff sergeant John W. "Johnny" Martin
- Staff sergeant Floyd M. Talbert
- Staff sergeant Darrell C. "Shifty" Powers
- Eerste luitenant Jack Edward Foley
- Sergeant Warren H. "Skip" Muck (KIA)
- Sergeant Donald Malarkey
- Eerste luitenant Roy P. Gates
- Eerste luitenant George Lavenson (KIA)
- Eerste luitenant Henry "Hank" Jones
- Eerste luitenant Sterling Horner
- Eerste luitenant Robert I. Matthews (KIA)
- Eerste luitenant Thomas A. Peacock
- Eerste luitenant John E. Pisancin
- Eerste luitenant Robert Rousch
- Eerste luitenant Raymond G. Schmitz (KIA)
- Eerste luitenant Edward D. Shames
- Eerste luitenant J.B. Stokes
- Eerste luitenant Harry Welsh
- Tweede luitenant James L. Diel (KIA)
- Tweede luitenant Clifton Carwood "Lip" Lipton
- Eerste sergeant William S Evans (KIA)

### Manschappen
- Korporaal Eugene G. "Doc" Roe
- Korporaal William H. Dukeman (KIA)

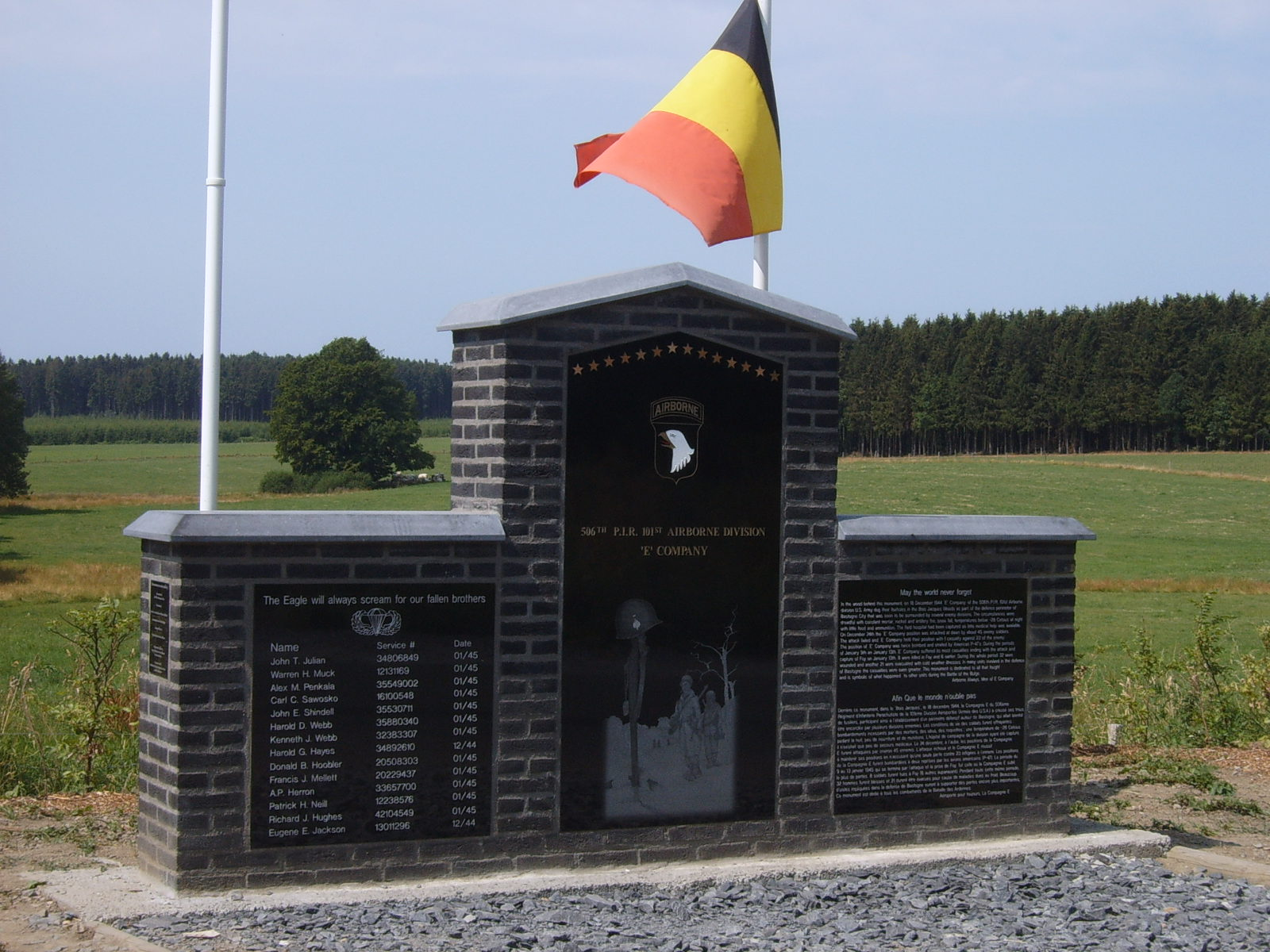
Monument, gelegen nabij Foy, ter nagedachtenis aan de Easy Company.

- Soldaat eerste klas Maxwell M. Clark
- Soldaat eerste klas Robert van Klinken (KIA)
- Soldaat eerste klas Alex M. Penkala Jr. (KIA)
- Soldaat eerste klas Edwin E. "Doc" Pepping
- Soldaat eerste klas David Kenyon "Web" Webster
- Soldaat eerste klas Henry Charles "Hank" Zimmerman
- Soldaat eerste klas William T. Miller (KIA)
- Soldaat Albert "Al" Blithe
- Soldaat Maxwell M. Clark
- Soldaat Joseph. D "Joe" Liebgott
- Soldaat Roy W. Cobb
- Soldaat Rudolph Dittrich
- Soldaat Joseph Dominguez
- Soldaat George Elliot (KIA)
- Soldaat Bradford C. Freeman
- Soldaat Antonio "Tony" Garcia
- Soldaat Everett J. Gray (KIA)
- Soldaat Terrence C. Harris (KIA)
- Soldaat Lester A. "Leo" Hashey
- Soldaat Harold G. Hayes (KIA)
- Soldaat Edward James "Babe" Heffron
- Soldaat Richard J. Hughes (KIA)
- Soldaat Eugene E. Jackson (KIA)
- Soldaat John A. Janovec (KIA)
- Soldaat Edward J. Joint
- Soldaat Joseph M. Jordan (KIA)
- Soldaat John T. Julian (KIA)
- Soldaat Paul E. "Frenchy" Lamoureux
- Soldaat Joseph A. Lesniewski
- Soldaat Clarence O. "Clancy" Lyall
- Soldaat George Luz
- Soldaat William T. McGonigal Jr (KIA)
- Soldaat Vernon J. Menze (KIA)
- Soldaat William S. Metzler (KIA)
- Soldaat James W. Miller (KIA)
- Soldaat John N. Miller (KIA)
- Soldaat Alton More
- Soldaat Sergio G. Moya (KIA)
- Soldaat Patrick H. Neill (KIA)
- Soldaat Ernest I. Oats (KIA)
- Soldaat Patrick S. O’Keefe
- Soldaat Philip P. Perugini
- Soldaat Cleveland O. Petty
- Soldaat John Plesha Jr.
- Soldaat Joseph Ramirez
- Soldaat John E. Shindell (KIA)
- Soldaat Gerald B. Snider (KIA)
- Soldaat Ralph Francis Spina
- Soldaat Elmer I. Telstad (KIA)
- Soldaat Herbert J. "Jr." Suerth
- Soldaat Allen E. Vest
- Soldaat Thomas W. Warren (KIA)
- Soldaat Kenneth J. Webb (KIA)
- Soldaat Harold D. Webb (KIA)
- Soldaat William T. "Bill" Wingett
- Soldaat Robert E. "Popeye" Wynn